# Gobiopsis
Gobiopsis és un gènere de peixos de la família dels gòbids i de l'ordre dels perciformes.

## Taxonomia
- Gobiopsis angustifrons (Lachner & McKinney, 1978)
- Gobiopsis aporia (Lachner & McKinney, 1978)
- Gobiopsis arenaria (Snyder, 1908)
- Gobiopsis atrata (Griffin, 1933)
- Gobiopsis bravoi (Herre, 1940)
- Gobiopsis canalis (Lachner & McKinney, 1978)
- Gobiopsis exigua (Lachner & McKinney, 1979)
- Gobiopsis macrostoma (Steindachner, 1860)
- Gobiopsis malekulae (Herre, 1935)
- Gobiopsis pinto (Smith, 1947)
- Gobiopsis quinquecincta (Smith, 1931)
- Gobiopsis springeri (Lachner & McKinney, 1979)
- Gobiopsis woodsi (Lachner & McKinney, 1978)[2][3][4][5][6][7]